# Centris
Centris es un género de abejas que contiene más de 200 especies que se encuentran desde Kansas hasta Argentina. Las hembras de un número de estas abejas (al igual que otros miembros de la tribu Centridini) poseen adaptaciones para llevar aceites florales en lugar de (o además de) polen o néctar. Son el taxón hermano de las abejas corbiculadas, el grupo mejor conocido de abejas apinas.
Son de tamaño grande (hasta 3 cm) y de vuelo rápido; se distinguen del género estrechamente relacionado Epicharis porque carecen de largas setas, en forma de látigo que se proyectan hacia atrás desde detrás de los ojos. Comúnmente se encuentran en los desiertos de América del Norte, y son activas a temperaturas ambiente muy altas cuando muchas otras especies permanecen inactivas. A menudo se pueden ver en grandes números en el sauce del desierto (Chilopsis) y flores de palo verde (Parkinsonia). Las abejas de este género son de cierta importancia económica en la polinización de cultivos como la nuez de Brasil (Bertholletia excelsa) y anacardo (Anacardium occidentale polinizada por C. tarsata entre otros).
El sistema de apareamiento de una especie, C. pallida, ha sido especialmente bien investigado por el ecólogo conductista John Alcock; el entomólogo Adolpho Ducke también estudió este género. 

## Especies seleccionadas
- Centris adani
- Centris adunca
- Centris aenea
- Centris aeneiventris
- Centris aethiocesta
- Centris aethiops
- Centris aethyctera
- Centris agameta
- Centris agilis
- Centris agiloides
- Centris albiceps
- Centris americana
- Centris amica
- Centris analis
- Centris angustifrons
- Centris anomala
- Centris aterrima
- Centris atra
- Centris atripes
- Centris barbadensis
- Centris bicolor
- Centris bicornuta
- Centris bitaeniata
- Centris boliviensis
- Centris braccata
- Centris brethesi
- Centris buchholzi
- Centris burgdorfi
- Centris caelebs
- Centris caesalpiniae
- Centris californica
- Centris carolae
- Centris carrikeri
- Centris catsal
- Centris caxiensis
- Centris chilensis
- Centris chlorura
- Centris chrysitis
- Centris cineraria
- Centris clypeata
- Centris cockerelli
- Centris collaris
- Centris confusa
- Centris conspersa
- Centris cordillerana
- Centris cornuta
- Centris crassipes
- Centris danunciae
- Centris decipiens
- Centris decolorata
- Centris decorata
- Centris deiopeia
- Centris dentata
- Centris denudans
- Centris derasa
- Centris dichrootricha
- Centris difformis
- Centris dimidiata
- Centris dirrhoda
- Centris discolor
- Centris dixanthozona
- Centris dorsata
- Centris ectypha
- Centris eisenii
- Centris elegans
- Centris ephippia
- Centris errans
- Centris erythrosara
- Centris erythrotricha
- Centris escomeli
- Centris euphenax
- Centris eurypatana
- Centris facialis
- Centris fasciata
- Centris ferrisi
- Centris ferruginea
- Centris festiva
- Centris fisheri
- Centris flavicans
- Centris flavifrons
- Centris flavilabris
- Centris flavofasciata
- Centris flavohirta
- Centris flavopilosa
- Centris flavothoracica
- Centris fluviatilis
- Centris frieseana
- Centris fulva
- Centris fuscata
- Centris garleppi
- Centris gavisa
- Centris gelida
- Centris griseola
- Centris haemorrhoidalis
- Centris harbisoni
- Centris heithausi
- Centris hoffmanseggiae
- Centris horvathi
- Centris hyptidis
- Centris hyptidoides
- Centris insignis
- Centris insularis
- Centris intermixta
- Centris jujuyana
- Centris klugii
- Centris labiata
- Centris laevibullata
- Centris langsdorfii
- Centris lanipes
- Centris lanosa
- Centris lateritia
- Centris laticincta
- Centris leprieuri
- Centris lilacina
- Centris longimana
- Centris lutea
- Centris lyngbyei
- Centris machadoi
- Centris maculifrons
- Centris maranhensis
- Centris mariae
- Centris maroniana
- Centris meaculpa
- Centris melampoda
- Centris melanochlaena
- Centris merrillae
- Centris metathoracica
- Centris mexicana
- Centris mixta
- Centris mocsaryi
- Centris moerens
- Centris moldenkei
- Centris mourei
- Centris muralis
- Centris neffi
- Centris nigerrima
- Centris nigriventris
- Centris nigrocaerulea
- Centris nigrofasciata
- Centris nitens
- Centris nitida
- Centris niveofasciata
- Centris nobilis
- Centris obscurior
- Centris obsoleta
- Centris orellanai
- Centris pachysoma
- Centris pallida
- Centris plumbea
- Centris plumipes
- Centris poecila
- Centris pseudoephippia
- Centris pulchra
- Centris quadrimaculata
- Centris restrepoi
- Centris rhodadelpha
- Centris rhodomelas
- Centris rhodophthalma
- Centris rhodoprocta
- Centris rhodopus
- Centris rubripes
- Centris rufipes
- Centris rufohirta
- Centris rufosuffusa
- Centris rupestris
- Centris ruthannae
- Centris satana
- Centris scopipes
- Centris scutellaris
- Centris semicaerulea
- Centris sericea
- Centris similis
- Centris singularis
- Centris smithiana
- Centris smithii
- Centris spilopoda
- Centris sponsa
- Centris superba
- Centris tamarugalis
- Centris tarsata
- Centris terminata
- Centris testacea
- Centris tetrazona
- Centris thoracica
- Centris tiburonensis
- Centris toroi
- Centris torquata
- Centris transversa
- Centris tricolor
- Centris trigonoides
- Centris unifasciata
- Centris urens
- Centris vanduzeei
- Centris vardyorum
- Centris varia
- Centris versicolor
- Centris vidua
- Centris violacea
- Centris vittata
- Centris vogeli
- Centris vulpecula
- Centris weilenmanni
- Centris willineri
- Centris xanthocnemis
- Centris xanthomelaena
- Centris xochipillii
- Centris zacateca
- Centris zonata